# Camisa de Vênus (álbum)
Camisa de Vênus é o álbum de estreia da banda brasileira Camisa de Vênus, lançado em agosto de 1983 pela gravadora Som Livre - através do selo Soma - e gravado nos Estúdios RCA, em São Paulo, em uma única noite de agosto de 1983. A gravação foi realizada de modo independente e, depois de pronta, a matriz foi negociada com as gravadoras interessadas. A banda seria expulsa da gravadora - e o disco retirado de catálogo - cerca de 3 meses após o lançamento, pelo fato de os membros não aceitarem mudar o nome da banda, que a gravadora alegava ser pesado e anti-comercial. Em julho de 1985, o disco seria relançado pela gravadora RGE, que compraria a matriz da gravadora original, juntamente com o segundo álbum da banda, Batalhões de Estranhos.
O disco foi responsável por ampliar ainda mais a base de fãs da banda. Com o sucesso radiofônico de "Bete Morreu", o grupo conseguiria tocar em lugares de todo o Brasil. Ainda, o álbum foi eleito, pela revista Rolling Stone Brasil, como o 7º melhor disco de punk rock lançado por uma banda brasileira.

## Antecedentes
A banda havia sido formada no final do ano de 1980 e, após ensaios em um sítio, sofreram a primeira baixa quando um de seus guitarristas - Karl Hummel - viajou para a Europa para passar um ano fora. Os membros restantes realizaram audições para encontrarem um substituto, mas não gostaram de ninguém e preferiram esperar a volta de Karl. Assim, em março de 1982 a banda começou a realizar diversas apresentações na região de Salvador, gerando muito barulho com apoiadores e detratores do conjunto. Esta efervescência cultural levou a um convite para gravarem um compacto por um pequeno selo independente chamado NN Discos e, assim, registraram seu single de estreia, Controle Total, em meados de 1982. Como o compacto recebeu boa execução nas rádios locais, o dono do selo independente - Antônio Britto - negociou o seu lançamento nacional, através da gravadora RGE. Desse modo, o compacto foi lançado nacionalmente em março de 1983, tendo sido bem executado pelas principais rádios FM de São Paulo e Rio de Janeiro, como a Fluminense FM.

## Gravação e produção
Com o sucesso do single de estreia do grupo nas capitais, Antônio Britto e a banda começaram a negociar a gravação de um LP, que deveria sair pela mesma RGE. O empresário e a banda decidiram realizar as gravações de forma independente e, depois, vender a matriz para a gravadora que deveria realizar o lançamento. Na preparação para gravar o material, tiveram 3 canções censuradas: "Bete Morreu", "Rotina" e "Passatempo". Quando, finalmente, conseguiram a liberação de duas das três canções censuradas e agendar a data no estúdio, realizaram a gravação nos Estúdios RCA, em São Paulo. A produção ficou a cargo de José Emilio Rondeau, sendo a sua primeira produção fonográfica. Ele foi escolhido por ser o marido de Ana Maria Bahiana, jornalista que escrevia coluna sobre música popular para O Globo na época e que foi grande incentivadora do início da carreira da banda no Rio e em São Paulo. As gravações iniciaram-se no final da tarde de um dia e ficaram prontas ao amanhecer do dia seguinte, cerca de 12 horas depois. Na hora de vender o trabalho para a gravadora, a Som Livre interessou-se pelo trabalho e fez uma oferta melhor do que a RGE, fechando com a NN Discos e com a banda.

## Resenha musical
O disco abre com a canção "Passamos por Isto" que ironizava a situação da crítica especializada e da mídia musical da época. A visão hegemônica que dominava a crítica musical da época via a década de 1960 como uma espécie de "mito fundador" ao qual toda a música brasileira deveria fazer menção e em relação ao qual ela deveria ser julgada. Assim, construía-se um conceito de "bom gosto" - um padrão de qualidade - espelhado nas características da MPB. Após as críticas ácidas da letra, a canção terminava ainda com uma versão debochada da melodia de "Brasileirinho" executada na guitarra e com muitos risos. A faixa "Bete Morreu" foi o maior sucesso radiofônico deste disco, sendo um típico punk rock de ritmo rápido e harmonia e melodia simples, cuja letra foi escrita por Nova em cima de uma notícia de jornal que relatava o estupro e assassinato de uma garota que tinha tido o corpo encontrado no lixo por um motorista de caminhão. A faixa "Negue" é uma versão de um famoso samba-canção, de Adelino Moreira e Enzo de Almeida Passos, e tornado famoso na gravação de Carlos Augusto, em 1960. Entretanto, a banda realizou esta versão para ironizar àquela lançada por Maria Bethânia no seu disco Álibi, de 1978. O grupo considerava que Bethânia havia sido excessivamente emotiva, sendo um caso de "excesso de interpretação". Desse modo, Nova chega a fingir chorar durante a execução da faixa, imitando Bethânia.
A faixa "O Adventista" traz uma nota que dizia ter sido inspirada em "I Believe", do grupo de punk rock inglês Buzzcocks. Inclusive, Marcelo Nova participaria do primeiro show da banda inglesa no Brasil - no Aeroanta, em 1995 - cantando esta canção junto com eles. Do mesmo modo, a faixa "Passatempo" tem nota semelhante, dizendo ter sido inspirada em "That's Entertainment", da banda The Jam. Sem nota que informe, entretanto, "Metástase" é inspirada pela canção "Where next Columbus?", da banda Crass. Também, a faixa "Meu Primo Zé" é inspirada na canção "My Perfect Cousin" da banda de punk rock norte-irlandesa The Undertones. Aqui, a banda também utilizou leves modificações em melodia, harmonia e ritmo, entretanto escreveu uma letra com o mesmo tema da canção original, embora com diversas diferenças sutis, de modo a adaptar a música à realidade brasileira.

## Recepção

### Lançamento
O álbum foi lançado em agosto de 1983 pela gravadora Som Livre, através do selo Soma. O álbum teve boa divulgação e começou a vender bem, puxado por "Meu Primo Zé" e "Bete Morreu", principal sucesso radiofônico do disco. Entretanto, 3 meses após o lançamento do disco, Marcelo Nova foi chamado para uma reunião com os diretores da gravadora, Heleno de Oliveira e João Araújo, na qual eles informaram que o nome da banda tinha que mudar, porque era um problema que prejudicava a divulgação nos jornais, rádios e televisão. Então, o vocalista disse que só via uma solução: trocar o nome da banda para "Capa de Pica". A reunião acabou naquele momento e o disco foi retirado de catálogo pela gravadora, apesar de já haver vendido mais de 30 mil cópias até aquele momento.

### Relançamentos
O álbum seria relançado pela RGE, que compraria a matriz do primeiro disco da Som Livre e o relançaria juntamente com o segundo disco da banda, Batalhões de Estranhos, em julho de 1985. O álbum seria, ainda, lançado em CD em 1994 e relançado em 1997, pela mesma RGE.

## Legado
Em julho de 2016, foi eleito, pela revista Rolling Stone Brasil, como o 7º melhor disco de punk rock lançado por uma banda brasileira.

## Faixas
| Lado A |                      |                                          |         |  |
| N.º    | Título               | Compositor(es)                           | Duração |  |
| 1.     | "Passamos por Isto"  | Gustavo Mullem / Marcelo Nova            | 3:52    |  |
| 2.     | "Metástase"          | Karl Hummel / Marcelo Nova               | 4:13    |  |
| 3.     | "Bete Morreu"        | Marcelo Nova / Robério Santana           | 1:47    |  |
| 4.     | "Correndo sem Parar" | Karl Hummel / Marcelo Nova               | 4:46    |  |
| 5.     | "Negue"              | Adelino Moreira / Enzo de Almeida Passos | 4:03    |  |

| Lado B         |                         |                               |         |  |
| N.º            | Título                  | Compositor(es)                | Duração |  |
| 1.             | "O Adventista"          | Karl Hummel / Marcelo Nova    | 3:31    |  |
| 2.             | "Dogmas Tecnofascistas" | Karl Hummel / Marcelo Nova    | 2:00    |  |
| 3.             | "Homem não Chora"       | Karl Hummel / Marcelo Nova    | 3:11    |  |
| 4.             | "Passatempo"            | Gustavo Mullem / Marcelo Nova | 3:22    |  |
| 5.             | "Pronto pro Suicídio"   | Gustavo Mullem / Marcelo Nova | 3:10    |  |
| 6.             | "Meu Primo Zé"          | Karl Hummel / Marcelo Nova    | 2:28    |  |
| Duração total: | Duração total:          | Duração total:                | 36:23   |  |

## Créditos
Créditos dados pelo Discogs e pelo IMMUB.

### Músicos
- Marcelo Nova: Vocal
- Karl Hummel: Guitarra base
- Gustavo Mullem: Guitarra solo
- Robério Santana: Baixo elétrico
- Aldo Machado: Bateria

### Ficha técnica
- Produção fonográfica: NN Discos
- Produção: José Emilio Rondeau
- Assistente de produção: Antônio Britto
- Técnico de gravação: Claudio Coev
- Mixagem: Ricardo Carvalheira (Franjinha) e Reinaldo Cesar de Souza
- Corte e supervisão de áudio: Gilberto Gomes Rosmaninho
- Foto da capa: Edson Santos
- Concepção da capa e encarte: Marla Nova
- Logotipo: Marla Nova e Pete
- Grito em "Bete Morreu": Isis "Bill" Mullem